# Merope (Maffei)
Merope è una tragedia in versi sciolti in lingua italiana del marchese Scipione Maffei (1675-1755), che venne rappresentata per la prima volta a Modena nel 1713. L'opera ottenne un vasto successo in tutta Europa, ebbe più di sessanta edizioni e fu ampiamente tradotta (in Francia, fu ripresa da Voltaire). Sui palcoscenici ottenne un successo senza precedenti ed esercitò una forte influenza sullo sviluppo del teatro italiano.

## Soggetto

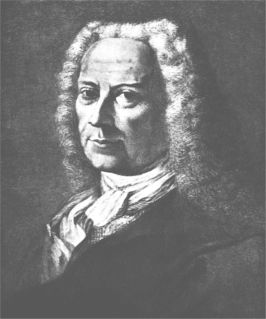
Scipione Maffei

Il soggetto della trama è tratto dalla mitologia greca, come riferito da Apollodoro (Biblioteca, II, 8-5), Pausania (Periegesi della Grecia, IV, 3-6) e Igino (Fabulae, 137): è lo stesso Maffei a dichiarare le fonti nella lettera dedicatoria a Rinaldo I, duca di Modena. Sulla storia di Merope, Euripide aveva scritto una tragedia andata perduta, di cui rimangono solo pochi frammenti (in Cicerone, Plutarco e Stobeo): Maffei, sempre nella lettera dedicatoria, sostiene che la favola di Igino costituisce l'argomento della tragedia euripidea. 
Merope è la regina messena il cui marito, Cresfonte, e i due figli sono stati assassinati da suo cognato, Polifonte, che usurpa il potere reale e tenta di forzare la regina a sposarlo. 
Come dichiara l'autore, il tema era già stato trattato in tragedia da Giovanni Battista Liviera nel 1588 e Pomponio Torelli nel 1598. Il personaggio avrebbe ispirato in seguito Vittorio Alfieri, autore di una tragedia omonima.

## Trama

### Atto primo
Messene: il malvagio Polifonte, tiranno odiato dal popolo, chiede in sposa Merope, la vedova del precedente sovrano Cresfonte, re buono e benvoluto che lui stesso aveva fatto assassinare quindici anni prima assieme a due dei suoi tre figlioletti. Polifonte spera, attraverso le nozze con colei che, regina, fu da tutti amata, di rafforzare le redini del potere abbattendo ogni residuo ostacolo. Per quanto Merope, sdegnata, rifiuti la proposta, si ritrova costretta ad accettarla, pena l'uccisione degli amici e dei fidati servi Ismene ed Euriso.

### Atto secondo
In cuor suo, tuttavia, Merope coltiva da molti anni una speranza: Cresfonte, il terzo figlio, era riuscito a scampare al massacro di quindici anni prima. La madre lo aveva affidato al servo Polidoro perché questi lo tenesse nascosto in una remota regione della Messenia. La donna lo aveva spacciato per morto attendendo che raggiungesse la maggiore età e detronizzasse l'usurpatore.
Improvvisamente Adrasto, il servo di Polifonte, giunge in città portando con sé Egisto, un giovane che ha appena ucciso un ladrone alle porte di Messene, difendendosi da un'aggressione. Merope, ravvisando nel ragazzo un portamento familiare e una sincerità d'intenti, riesce a ottenere che non venga punito.
Subito dopo, però, viene colta da un atroce sospetto: Polifonte, che aveva sempre dubitato della morte del piccolo Cresfonte, potrebbe essere stato il mandante dell'omicidio, e in questo caso la vittima sarebbe proprio il figlio di Merope. La facilità con cui ha acconsentito alla grazia sembrerebbe in effetti comprovarlo. Quando Euriso decide di parlare con Adrasto per carpire la verità, scopre che l'ucciso portava con sé un anello d'oro (ma Adrasto mente, dato che il gioiello apparteneva a Egisto). Merope riconosce l'oggetto prezioso: è quello che aveva lasciato a Polidoro quindici anni prima.

### Atto terzo
Piombata nella disperazione, la donna, senza più nulla da perdere, brama la vendetta e decide di uccidere Egisto, colpevole di averla privata dell'unica e ultima ragione di vita. Mentre si diffonde la voce dell'uccisione di Cresfonte, Merope tenta di assassinare una prima volta il ragazzo, assistita dalla complicità di Ismene. Il giovane viene salvato dall'intervento regio, e Polifonte impone le nozze per l'indomani.

### Atto quarto
Merope è decisa a uccidersi durante la celebrazione, ma prima tenta nuovamente di mettere in atto il piano omicida. Durante la notte, alza il pugnale per trafiggere Egisto dormiente; l'intervento di Polidoro, giunto in città alla ricerca di Cresfonte, lo salva dalla morte per la seconda volta. È il momento dell'agnizione: Polidoro rivela la vera identità di Egisto, dimostrando che l'anello d'oro apparteneva a lui. Egisto non è quindi altri che Cresfonte, figlio di Merope. Egli stesso apprende la sua storia, che Polidoro aveva tenuta nascosta sino a quel momento. Nel giovane nasce il desiderio di vendicare il padre e i fratelli.

### Atto quinto
Durante la celebrazione delle nozze tra Polifonte e Merope, Egisto uccide il re e Adrasto. Alcuni popolani, presi dal panico, tentano di avvicinare l'aggressore, che viene difeso dalla madre, la quale rivela alla folla l'identità del regicida. Messene è stata liberata dall'oppressore: Cresfonte può così mostrarsi al popolo festante.

## Accoglienza
Le fonti primarie affermano a più riprese che Maffei si accinse a comporre una tragedia, sottraendosi per un breve periodo alle sue opere di erudizione, su sollecitazione del capocomico modenese Luigi Riccoboni (detto Lelio), propugnatore di una riforma del teatro. Il marchese si dedicò allora alla «fatica di due mesi e mezzo», e la prima rappresentazione ebbe luogo a Modena il 12 giugno 1713. L'opera suscitò un vivo entusiasmo; i letterati - tra cui Ludovico Antonio Muratori e Giovan Gioseffo Orsi - e il pubblico vedevano in essa l'agognata tragedia nazionale da opporre all'egemonia francese. Merope fu messa in scena dalla compagnia di Riccoboni, di cui faceva parte Elena Balletti Riccoboni, detta Flaminia, moglie di Luigi, attrice e poetessa molto ammirata dai contemporanei. Il ruolo di Merope fu pensato espressamente per lei, e si dice che Maffei fosse legato alla donna da un sentimento amoroso.
In seguito, la tragedia fu rappresentata a Verona con altrettanto successo, approdando a Venezia nel carnevale del 1714, dove riportò la consacrazione. La città lagunare, dove da molti anni dominavano incontrastate le opere in musica e le farse, costituiva il banco di prova più attendibile per un'opera teatrale: al San Luca Merope arrivò oltre la ventesima replica. La sua fama si estese su tutto il territorio nazionale e giunse, per il tramite di Antonio Conti, anche a Parigi.

## Valore dell'opera
Ritenuta per molto tempo il miglior esempio di tragedia italiana prima di Alfieri e un modello da studiare e imitare, questa tragedia fu in realtà un'opera scritta a tavolino, ma ha il merito di equilibrare le esigenze di decoro classico con quelle di un'azione e di un linguaggio scorrevoli, secondo il gusto arcadico. 
Maffei è stato il primo drammaturgo moderno a gestire il materiale e rivelare le sue possibilità superbe. Egli distribuisce l'elemento amoroso così prevalente in quel momento nel teatro francese e dimostra che senza di esso un lavoro teatrale non è in grado di conservare l'attenzione dello spettatore. La sua idea è che si deve rappresentare, però, una sola passione, in questo caso l'amore di una madre per suo figlio. La scena (III, 4) in cui Merope, credendo di aver colto l'uccisore di Cresfonte, scopre in lui il suo stesso figlio, la transizione dalla rabbia e dalla vendetta alla sorpresa e all'amore materno è profondamente impressionante. La morte del tiranno (V, 6) ai piedi dell'altare è ugualmente efficace.
Voltaire e Alfieri si ispirarono all'opera maffeiana per le loro omonime tragedie.

## Dispute
Ci fu un violento scontro letterario all'epoca fra Maffei e Voltaire, poiché quest'ultimo aveva attinto molto, come d'altronde fece poi Vittorio Alfieri, nel comporre la propria Merope. Voltaire, come era uso all'epoca, fece finta di difendere il letterato italiano per poi invece colpirlo fortemente in modo indiretto.
In effetti, proprio a Maffei Voltaire aveva indirizzato la prefazione della sua omonima tragedia del 1743. Nella Lettre à M. le marquis Scipion Maffei, auteur de la « Merope » italienne, et de plusieurs autres ouvrages, il filosofo parigino lodava la naturalezza della Merope maffeiana, tanto che, sostiene, aveva pensato di tradurla in francese. Confessava però che l'operazione non poteva avere successo in Francia, dove molte espressioni sarebbero parse troppo poco raffinate, lontane dal gusto dell'epoca. Così, pur professandosi imitatore del tragediografo veronese, aveva preferito scrivere una nuova opera, adattandola al pubblico parigino.

## Edizioni
La tragedia fu pubblicata per la prima volta nel febbraio 1714 dall'editore Antonio Capponi, a Modena. Dopo, l'editore veneziano Jacopo Tommasini, e poi fu riedita con grande frequenza in diverse città. Nel 1730 apparve assieme ad altre opere del Maffei nel volume curato da Giulio Cesare Becelli, Teatro del sig. Marchese Scipione Maffei cioè la tragedia la comedia e il drama non più stampato aggiunta la spiegazione d'alcune antichità pertinenti al Teatro, in Verona: per Gio. Alberto Tumermani librajo, 1730.
Un'edizione per la scuola, a cura di A.C. Clapin, è stata pubblicata a Londra nel 1890. Il testo, con variazioni e un'introduzione, è apparso successivamente nel n° 108 della serie Bibliotheca Romanies.